# Laurent Schwartz
Laurent-Moïse Schwartz (født 5. marts 1915 i Paris, død 4. juli 2002 i Paris) var en fransk matematiker. Han var pioner inden for distributionsteorien, som giver en veldefineret betydning til objekter så som Dirac delta-funktionen. Han blev tildelt Fieldsmedaljen i 1950 for sit arbejde. Han underviste i en lang årrække på École polytechnique.
1. ↑  Navnet er anført på engelsk og stammer fra Wikidata hvor navnet endnu ikke findes på dansk.
2. ↑  Navnet er anført på engelsk og stammer fra Wikidata hvor navnet endnu ikke findes på dansk.
3. ↑  Navnet er anført på engelsk og stammer fra Wikidata hvor navnet endnu ikke findes på dansk.